# Ó Trung Quốc
Ó Trung Quốc (danh pháp hai phần: Accipiter soloensis) là một loài chim thuộc chi accipiter trong họ Ưng. Loài này sinh sản ở trong khu vực Đông Nam Trung Quốc, Đài Loan, Hàn Quốc và Siberia; mùa đông ở Indonesia và Philippines, đi qua phần còn lại của khu vực Đông Nam Á. Nó là một loài sinh sống các khu vực rừng gỗ.
Nó có thân dài 30–36 cm với con mái lớn hơn con trống. Con trưởng thành có đầu mũi cánh màu đen nổi bật. Con trống ở trên có màu xám, dưới màu trắng và có đôi mắt màu đỏ. Con mái có ngực và dưới cánh màu hung đỏ, và đôi mắt màu vàng. Con chưa trưởng thành có khuôn mặt màu xám, phía trên màu nâu và đôi mắt màu vàng. 
Ó Trung Quốc chủ yếu ăn ếch, nhưng cũng ăn thằn lằn. 